# عبدالرحمن کندوزی
مولوی عبدالرحمن مسلم (پشتو: مولوي عبدالرحمن مسلم) که با نام عبدالرحمن کندوزی نیز شناخته می‌شود (پشتو: مولوی عبدالرحمن کندوزی) یک سیاستمدار طالبان افغان است که در حال حاضر به عنوان والی ولایت سمنگان فعالیت می‌کند. او یک فرمانده طالبان بود که در سپتامبر ۲۰۰۹ توسط آلمان در قندوز هدف قرار گرفته بود. در عوض این حمله ۱۰۰ روستایی را کشت. در آن سال غیث عبدالاحد نیز با او مصاحبه کرد. او در اکتبر ۲۰۱۲ زندانی شد، اما بعداً آزاد شد و در تابستان ۲۰۲۱ کنترل سمنگان را رهبری کرد.